# Гайследен
Гайследен (нем. Geisleden) — община в Германии, в земле Тюрингия. 
Входит в состав района Айхсфельд. Подчиняется управлению Лайнеталь.  Население составляет 1034 человека (на 31 декабря 2010 года). Занимает площадь 16,58 км².